# 徐家河水库
徐家河水库位于中国湖北省广水市西南部长岭镇，毗邻汉丹铁路和316国道。
徐家河水库是湖北省第三大水库，属大（二）型水库，由府河支流徐家河截流而成，水面达7平方千米，总蓄水量达7.78亿立方米，控制流域面积749.0平方公里。一号大坝上兴建于1958年9月，1959年2月大坝基本建成并蓄水。主坝为均质土坝，坝顶高程77.30米，坝顶长830.0米，坝顶宽8.0米，最大坝高35.30米。
广水市可能兴建核电站，初步选址在徐家河水库附近的陈巷寿山。